# ون دایک پارکس
وَن دایک پارکس (انگلیسی: Van Dyke Parks؛ زادهٔ ۳ ژانویهٔ ۱۹۴۳) یک موسیقی‌دان اهل ایالات متحده آمریکا است. وی از سال ۱۹۵۳ میلادی تاکنون مشغول فعالیت بوده‌است.
از فیلم‌ها یا مجموعه‌های تلویزیونی که وی در آن‌ها نقش داشته است، می‌توان به یکه و تنها و نزاع هارلن کانتی اشاره نمود.